# Hovea trisperma
Hovea trisperma là một loài thực vật trong họ Fabaceae.

## Hình ảnh

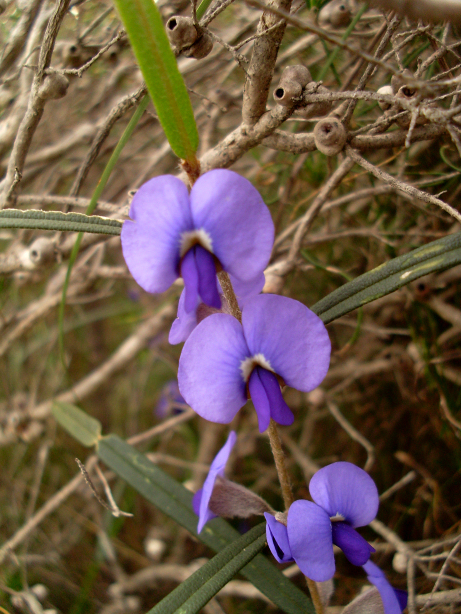
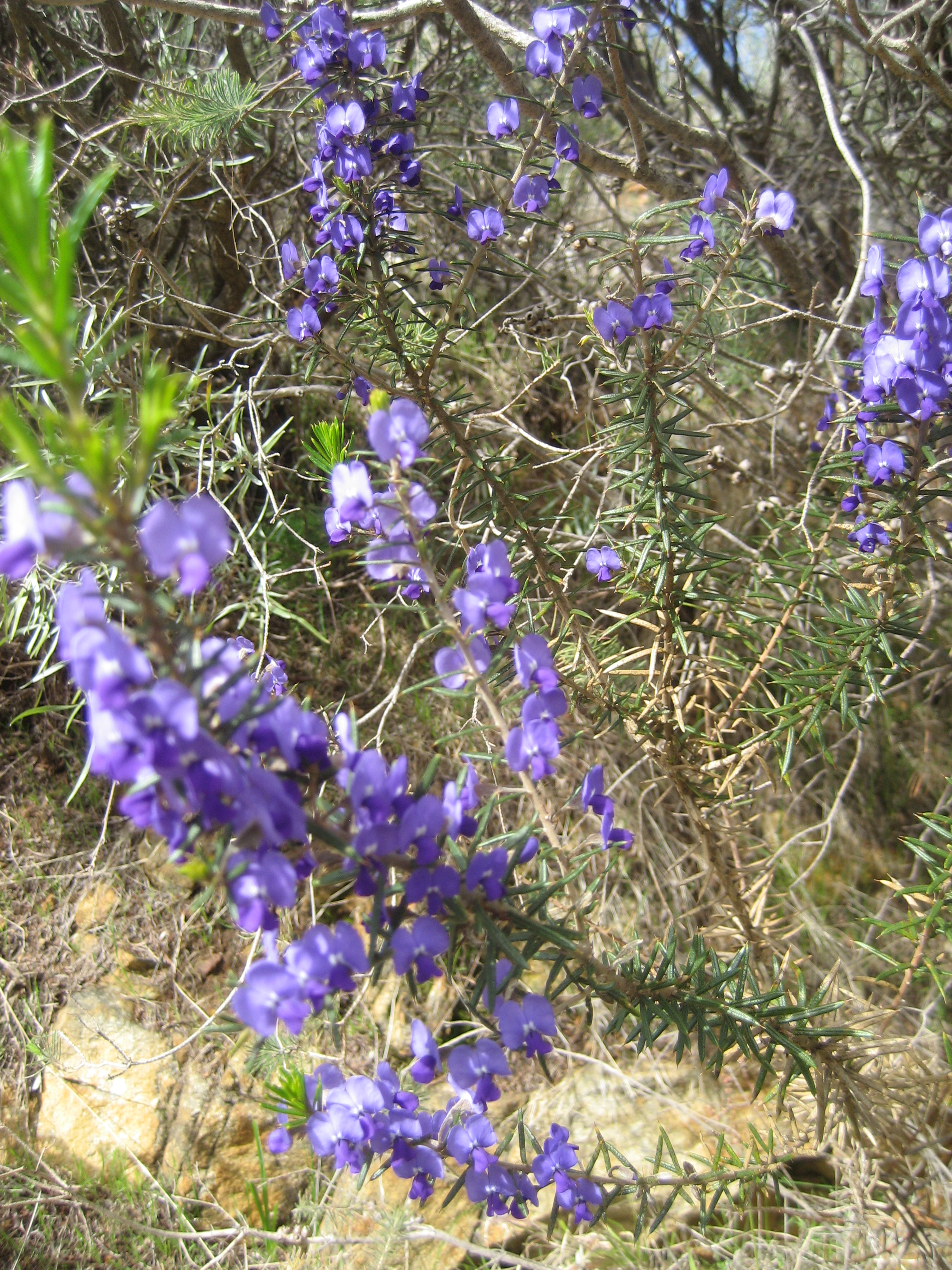
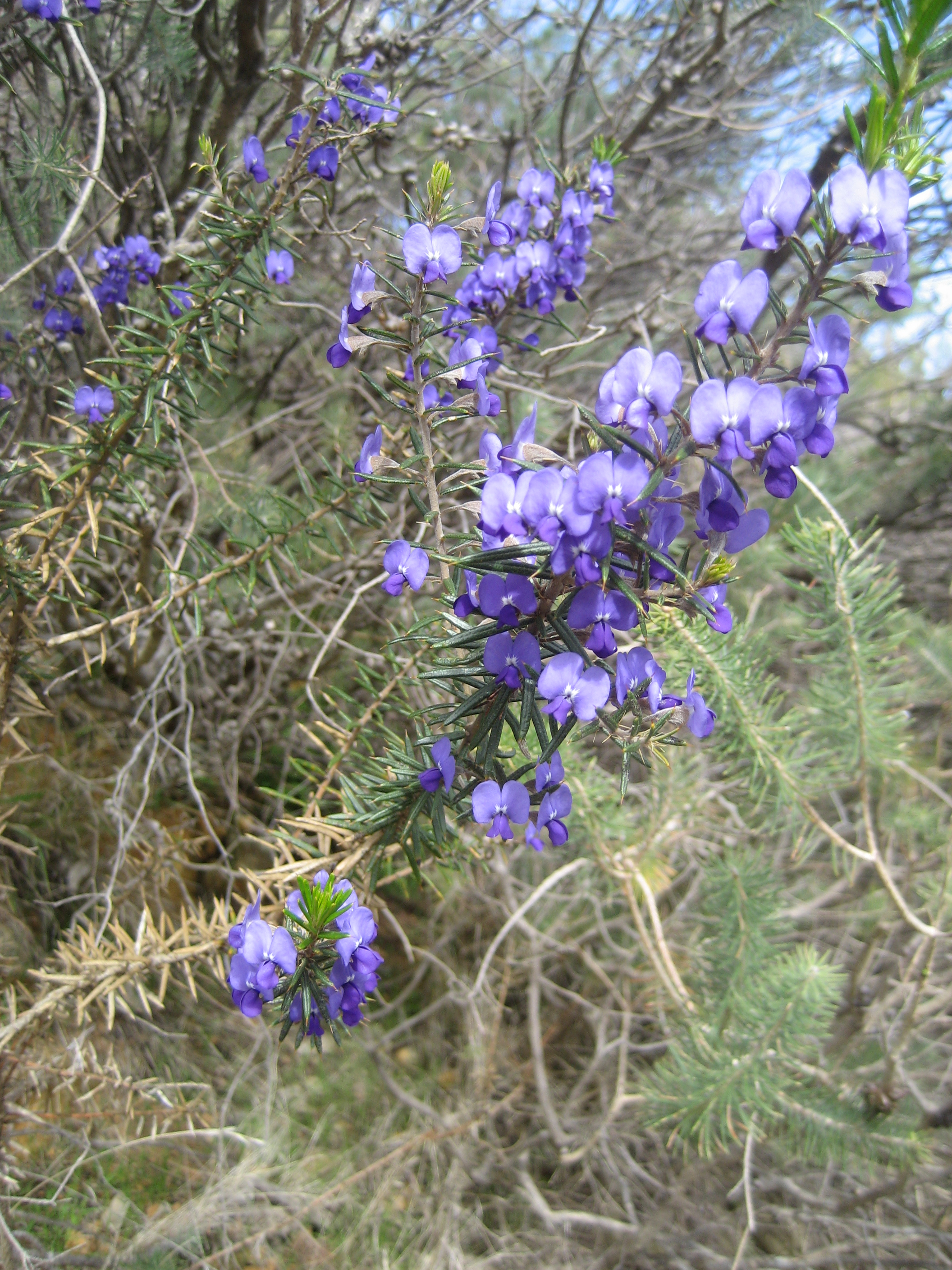